# Леслі Даррелл
Леслі Стюарт Даррелл (англ. Leslie Stuart Durrell, 10 березня 1917, Майменсінгх, Бенгалія, Британська Індія — 13 серпня 1982, Лондон, Велика Британія) — молодший брат письменника Лоренса Даррелла, старший брат мемуаристки Маргарет Даррелл і письменника-анімаліста Джеральда Даррелла: найбільш відомий як персонаж його трилогії «Моя родина та інші звірі» (1956), «Птахи, звірі і родичі» (1969) та «Сад богів» (1978).

## Життєпис
Народився 10 березня 1917 року в Британській Індії в сім'ї успішного інженера Лоренса Семюеля Даррелла (1884—1928) і його дружини Луїзи Даррелл (1886—1964). Він був третьою дитиною в родині, до нього народилися брат Лоренс і сестра Марджері Рут (1915—1916), яка померла у віці чотирьох місяців від дифтерії. Після нього народилися ще двоє дітей — сестра Маргарет і брат Джеральд.
Після смерті батька 1928 року родина Дарреллів переїхала до Англії, де оселилася в Борнмуті. 1935 року за порадою старшого брата Лоренса вони переїхали на грецькій острів Корфу, де прожили до 1939 року. З початком Другої світової війни Луїза Даррелл разом з Леслі та Джеральдом повернулася в Англію. Після повернення в Борнмут Леслі намагався вступити до армії, та отримав відмову через проблеми зі здоров'ям, після чого працював на воєнному заводі.
За свідченням його сестри Маргарет, свою частину батькової спадщини Леслі витратив на риболовецьке судно, яке невдовзі затонуло, потім деякий час займався живописом, та незабаром, не зважаючи на успіхи, покинув.
З Греції з ним приїхала його дівчина — гречанка Марія Кондос, яка у вересні 1945 року народила від нього сина Ентоні. Проте 1952 року він одружився з розлученою Доріс Голл (1905—1990), і разом з нею переїхав до Кенії, де вони володіли фермою. 1968 року вони вимушені були повернутися до Англії, після чого він працював консьєржем у багатоквартирному будинку неподалік Мармурової арки у Лондоні.
Леслі Даррелл помер 13 серпня 1982 року у Лондоні від серцевої недостатності в 65-річному віці.

## Кіновтілення
- 1987 — в мінісеріалі «Моя родина та інші звірі» роль Леслі виконав Гай Скентлебері.
- 2005 — в телефільмі «Моя родина та інші звірі» у ролі Леслі знявся Рассел Тові.
- 2016—2019 — в телесеріалі «Даррелли» роль Леслі зіграв Каллум Вудгауз.